# اسلام در پرتغال

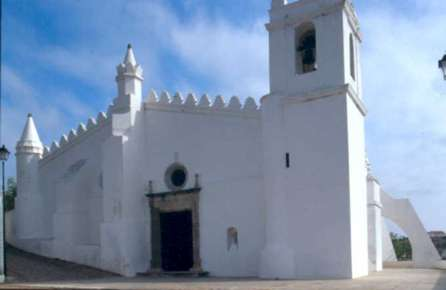
یک مسجد قدیمی در شهر مرتولای پرتغال که به کلیسا تبدیل شد.

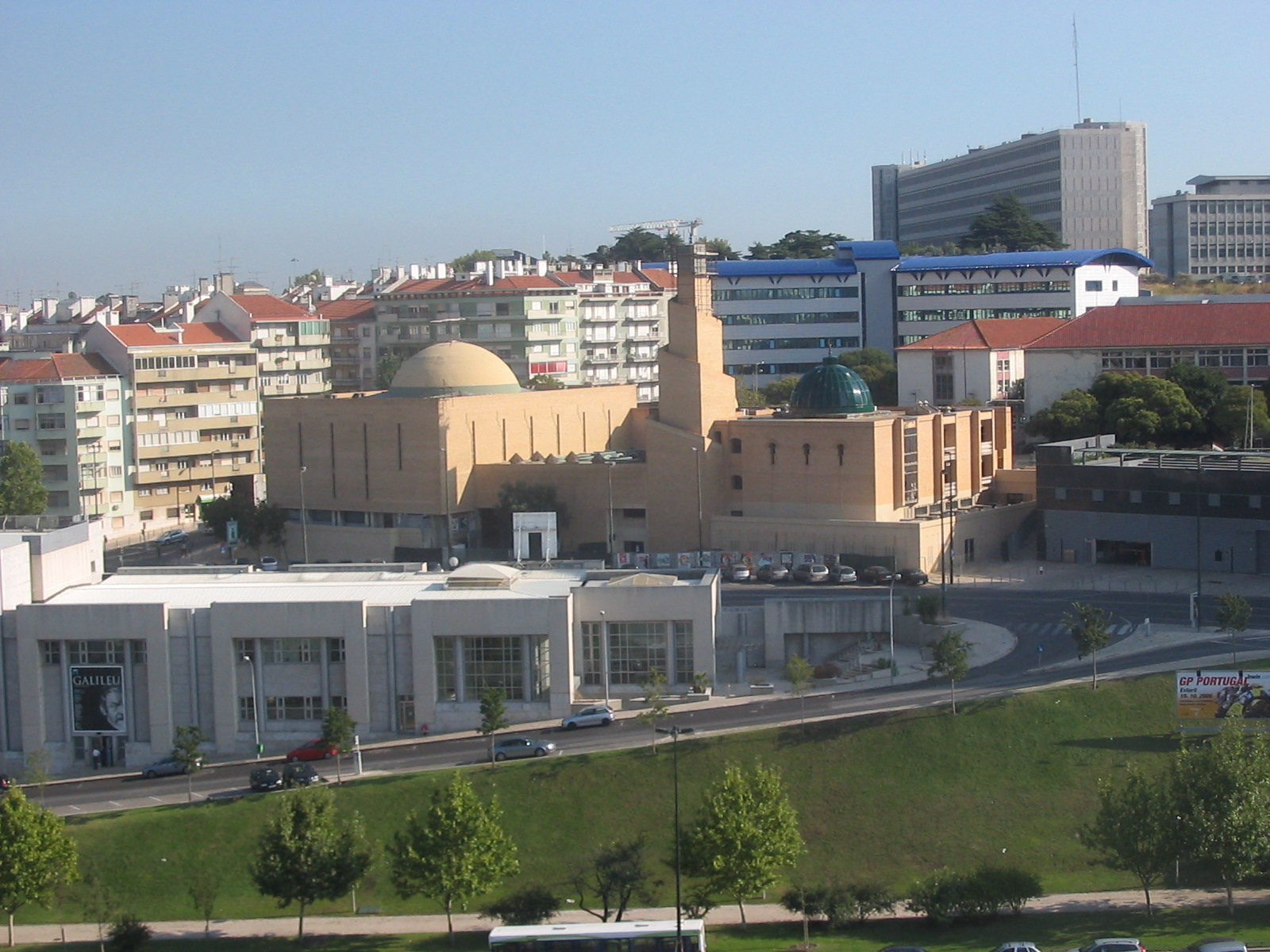
مسجد مرکزی لیسبون هم‌اکنون مهم‌ترین مکان عبادتی مسلمانان پرتغال به‌شمار می‌رود.

اسلام در پرتغال یک اقلیت کوچک دینی در این کشور به‌شمار می‌رود که سابقهٔ حضور مسلمانان در این کشور به سال ۷۱۱ تا ۱۲۴۹ میلادی برمی‌گردد که توسط مسلمانان آفریقای شمالی فتح شده بود، تنها مسجد ساخته‌شده در پرتغال به نواحی فتح شده توسط مسلمان بازمی‌گشت که در شهر مرتولای پرتغال احداث گردید که بعدها به کلیسای کاتولیک تبدیل شد. با توجه به آمار مؤسسه ملی پرتغال موسوم به مؤسسه ناسیونال استاتیستیکا در سرشماری سال ۱۹۹۱ میلادی، ۹۱۳۴ نفر مسلمان در پرتغال ساکن بوده است، که در حدود ۰۱٪ از کل جمعیت پرتغال را شامل می‌شد، امروزه جامعه مسلمانان لیسبون در حدود ۴۰٬۰۰۰ نفر شمارش شده است.سرچشمه عدهٔ کثیری از مسلمانان پرتغال را اهالی موزامبیک و گینه بیسائو که زمانی تحت سلطه امپراتوری پرتغال بودند تشکیل می‌دهند، سایر مسلمانان را مهاجرین شبه‌قاره هند تشکیل می‌دهد.